# Il teatro alla moda
Il teatro alla moda (en français : « Le théâtre à la mode ») est un pamphlet satirique dans lequel son auteur, le compositeur vénitien Benedetto Marcello (1686-1739), exprime ses opinions critiques sur le milieu de l'opera seria italien des deux premières décennies du XVIIIe siècle. Il fut publié anonymement à Venise vers la fin de l'année 1720. Presque tous les aspects de l'opera seria et de son environnement social sont vivement critiqués par Marcello : l'artificialité des intrigues, le style stéréotypé de la musique, les décors et les machines extravagants, l'ignorance et la vénalité des compositeurs et des poètes, la vanité et la vulgarité des chanteurs, la cupidité des impresarios et l'inaptitude des musiciens.
Sur la couverture figurait une amusante caricature de trois personnages-clefs du teatro Sant’Angelo et du teatro San Moisè à Venise, naviguant sur une péotte, barque en usage dans la lagune. À l’avant, un ours en perruque (l’impresario Orsatto, assis sur les provisions faites grâce au produit de ses manigances) ; aux rames, l’impresario Modotto, ancien patron de péotte déférant au service du précédent ; à l’arrière un petit ange (Vivaldi) avec son violon, coiffé d’un chapeau de prêtre et marquant le rythme par sa musique pour donner l’allure.

## L'ouvrage
Le titre complet est : IL TEATRO ALLA MODA - O SIA - METODO Sicuro, e facile per ben comporre, & esequire l'OPERE Italiane in Musica all'uso moderno - Nel quale - Si danno Avvertimenti utili, e necessarij à Poeti, Compositori di Musica, Musici dell'uno e dell'altro sesso, Impresarj, Suonatori, Ingegneri e Pittori di Scena, Parti buffe, Sarti, Paggi, Comparse, Suggeritori, Copisti, Protettori e MADRI di Virtuose & altre Persone appartenenti al Teatro.
En fait, Il teatro alla moda est écrit comme une série de chapitres où des conseils sont ironiquement donnés aux différentes personnes impliquées dans les productions d'opéra afin qu'elles puissent répondre aux "coutumes modernes" et aux exigences bizarres des événements théâtraux de ce genre.
Sous le titre, la page de titre contient plusieurs allusions à des protagonistes connus des théâtres vénitiens de l'époque. Par exemple, le nom de l'éditeur "Aldiviva Licante" fait référence, par le biais d'anagrammes, au célèbre compositeur d'opéra Antonio Vivaldi et à la chanteuse Caterina Canteli.
Les autres "énigmes" mentionnées au bas de la page de titre sont les suivantes :
- BORGHI : Caterina Borghi, chanteuse de Bologne ;
- BELISANIA : Cecilia Belisani, chanteuse de Bologne ;
- STRADA : Anna Maria Strada, chanteuse du duc de Colloredo, gouverneur de Milan ;
- CORALLO : Antonia Laurenti, chanteuse du roi de Pologne ;
- PORTA : Giovanni Porta, compositeur d'opéra ;
- PALAZZO : Giovanni Palazzi, librettiste ;
- ORLANDO : Giuseppe Maria Orlandini, compositeur.

Le texte de Il teatro alla moda présente plusieurs particularités. Le point de vue de Marcello est celui d'un aristocrate qui méprise profondément le conditionnement de nature économique et la recherche du succès populaire en tant qu'éléments corrupteurs de l'opéra (qui en tant que genre n'est nullement méprisé par Marcello, qui se pose même en défenseur du théâtre musical contre sa dégénérescence). À cette fin, l'auteur caricature une série d'éléments qui étaient effectivement bien présents dans le monde du théâtre lyrique, comme le montrent d'autres sources, notamment les Memorie de Carlo Goldoni. Sur le plan littéraire, les caricatures des virtuoses (c'est-à-dire les chanteurs, surtout ceux qui tiennent les rôles principaux) et de leurs mères, avec de savoureuses tirades en dialecte, sont particulièrement réussies. La dédicace singulière "de l'auteur du livre au compositeur de celui-ci" s'oppose implicitement à l'usage, stigmatisé dans le chapitre suivant consacré à "a' Poeti", des expressions de subordination servile des auteurs aux dédicataires, qui payaient les frais d'impression (alors que Benedetto Marcello, riche patricien vénitien, n'avait pas besoin de mécènes pour ses publications). L'image d'un milieu qui, ayant abandonné tout intérêt pour les arts littéraires et musicaux, est entièrement dominé par des préoccupations purement commerciales, atteint son apogée dans le dernier chapitre, "La Riffa", au ton presque surréaliste.

## Extraits
- « In primo luogo non dovrà il Poeta moderno aver letti, né leggere mai gli Autori antichi Latini o Greci. Imperciocché nemmeno gli antichi Greci o Latini hanno mai letto i moderni. » (« En premier lieu, le poète moderne ne doit pas avoir lu, ni jamais lire les anciens auteurs latins ou grecs. Car ni les anciens Grecs ni les anciens Latins n'ont jamais lu les modernes. »)
- « Dedicando il Libro a qualche gran Personaggio cercherà che questi sia piuttosto ricco che dotto [...]. Chiuderà finalmente [la dedica] con dire, per atto di profondissima Venerazione, che bacia i Salti de' Pulci de' Piedi de' Cani di Sua Eccellenza. » (« Dédiant Le fait de dédicacer le livre à un grand personnage implique qu'il soit plutôt riche que savant. [...]. Il terminera [la dédicace] en disant, en guise de acte de sa "plus profonde vénération", qu'il baise les puces des pattes des chiens de Son Excellence. »)
- « Non dovrà il moderno compositore di musica possedere notizia veruna delle regole di ben comporre... non saprà quanti e quali siano li modi ovvero toni ...saprà poco leggere, manco scrivere, e per conseguenza non intenderà la lingua latina... » (« Le compositeur de musique moderne ne doit avoir aucune connaissance des règles de la bonne composition... il ne saura pas combien et quels sont les modes ou les tons... il ne saura ni lire, ni écrire, et par conséquent il ne comprendra pas la langue latine... »)
- « Non dovrà il Virtuoso moderno aver solfeggiato, né mai solfeggiare per non cader nel pericolo di fermar la voce, d'intonar giusto, d'andar a tempo, etc,  essendo tali cose fuori affatto del moderno costume. » (« Le chanteur virtuose moderne ne devrait pas avoir pratiqué la lecture musicale et ne doit jamais la pratiquer, afin de ne pas risquer de contrôler sa voix, de s'accorder correctement, de suivre le bon tempo, etc, car ces choses sont totalement étrangères à la coutume moderne. »)
- « [La MADRE della VIRTUOSA] "Tornata a Casa dalle Prove dell'Opera insegnerà l'Azzione alla Virtuosa, e 'l luogo di far il Trillo nell'Arie. Riuscendo queste felicemente in Teatro, e tornando dentro la Ragazza, la bacerà in prima e gli dirà poi: «Car al mi car Zuijn, sit tant bendetta, ch't'hà pur fatt' i bj pass', e s't'in riussì a maraveja: ch'a j era quegli alter Donn, ch'i s'mursgavin l'Dida per la rabbia»[b]. Ma se qualche sera lasciasse il Trillo, non battesse il piede nella Scena di forza, etc. la sgriderà, dicendogli: «Guardà un poc' la mi Bambozza sta sira ch' t' n'ha fatt' al Tril lung, e qula gran Azzion, ti andà dentr' cm'è un Can scuttà, e nsun t'ha gnanc' ditt' Arillà»[c]". » (« [LA MÈRE DE LA VIRTUOSA] "Lorsqu'elle rentrera chez elle après la répétition de l'opéra, elle apprendra à la Virtuose à chanter et à jouer le trille dans les airs. Lorsqu'elle y parviendra avec bonheur au théâtre, et qu'elle rentrera dans la fille, elle l'embrassera d'abord et lui dira ensuite : « Mon cher petit bijou, sois béni d'avoir fait de si belles fleurs et d'avoir si bien réussi que les autres chanteurs se mordaient les doigts de colère. » Mais si elle perdait le trille un soir, ne tapait pas du pied dans la Scène de la Force, etc..., elle la grondait en disant : « Tu vois ma petite fille, ce soir tu n'as pas fait le long trille et la grande action, tu es revenue comme un chienne échaudée, et personne ne t'a même dit "dégage" ! » »)